# Paul Couteau
Pour les articles homonymes, voir Couteau (homonymie).
Paul Couteau est un astronome français né le 31 décembre 1923 à La Roche-sur-Yon (Vendée) et mort le 28 août 2014 à Nice (Alpes-Maritimes). Son action pour la rénovation du grand équatorial de l’observatoire de Nice et ses découvertes de milliers d’étoiles doubles lui ont fait acquérir une notoriété incontestée dans le monde de l’astronomie.

## Biographie

### Jeunesse
Il passe ses premières années dans la maison familiale donnant sur la place de la préfecture de La Roche sur Yon, entouré de son père, juriste gérant son propre cabinet d’assurances, de sa mère, d’un frère aîné et d’une sœur cadette.
Il vit douloureusement sa scolarité, aussi bien primaire que secondaire, dans l’institution Richelieu de La Roche-sur-Yon à étudier essentiellement le latin, le grec et les lettres, « quatorze ans, dont treize de souffrances ». Seule l’année de terminale en mathématiques élémentaires lui apporte enfin des satisfactions.
Il se réfugie dans « la lecture des ouvrages si bien illustrés de Camille Flammarion, le poète qui portait aux rêves » et « ceux de l’abbé Moreux, l’éducateur ».
Après en avoir longuement rêvé, il se voit offrir par son père, le 5 juillet 1939, une lunette Secrétan en cuivre de 61 mm. Il acquiert très vite la maîtrise du pointage et du suivi des étoiles et peut assouvir sa passion pour l’astronomie.
Il se consacre également avec succès au cyclisme et au tennis de table.

### Formation et diplômes universitaires
Ayant obtenu son baccalauréat philosophie-mathématiques élémentaires en juin 1944, il entre à la faculté catholique d’Angers en novembre 1944 et obtient sa licence de mathématiques et de physique en 1947.
Parallèlement à sa carrière professionnelle intense, il soutient à la Sorbonne le 21 janvier 1956 sa thèse de doctorat consacrée à l’étude du spectre des naines blanches et dirigée par Evry Schatzman.

### Vie professionnelle
En 1949, il devient stagiaire  à l’Institut d’astrophysique de Paris au service de la carte du ciel.
Le 2 janvier 1951, il commence sa carrière comme assistant à l’observatoire de Nice, devenu en 1988 l’observatoire de la Côte d'Azur, qu’il ne quitte professionnellement qu’à sa retraite.
En 1956, il est nommé chargé de recherches. En 1959, il est promu  astronome-adjoint par le conseil des observatoires, constitué des astronomes et des directeurs titulaires.
À partir de 1963, il dirige la rénovation du grand équatorial de l’observatoire de Nice.
En 1967, il effectue des missions d’étude à l’observatoire de Belgrade.
De 1967 à 1970, il préside la Commission 26 des étoiles doubles de l’Union astronomique internationale (UAI).
En 1969, il achève la restauration du grand équatorial et est nommé astronome titulaire.
En 1991, il prend sa retraite officielle de l’observatoire de la Côte d'Azur créé en 1988 par la fusion de l’observatoire de Nice et du centre pour l'enseignement et la recherche en géosciences et applications (CERGA).
Il continue cependant ses observations aux équatoriaux de Nice jusqu’en 2000.

### Vie familiale
Le 20 juin 1952, à Pouzauges (Vendée), il épouse Marie-Madeleine Le Sueur. Jusqu’en 1974 le couple Couteau et leurs six enfants habitent sur la colline du Mont-Gros, d’abord dans la maison des ateliers puis dans la maison jumelle.
Malgré cette proximité avec ses instruments d’observation, le défi de concilier vies de famille et professionnelle est permanent. Il est relaté avec humour et force anecdotes par son épouse qui conclut que, finalement « Son équilibre, dû, sans doute, à une vie professionnelle heureuse, a quand même su nous donner une vraie vie de famille ».

## L’étude des étoiles doubles
En 1950, André Danjon, directeur de l’observatoire de Paris, lui propose de prendre en charge un service des étoiles doubles à l’observatoire de Nice,. À cette époque, l’étude des étoiles doubles est en perte de vitesse et il y voit l’occasion de relancer cette discipline. Il y consacre  plus de 40 ans à partir de son arrivée à Nice le 2 janvier 1951.

### Premières mesures (1951 à 1967)
Il se forme auprès de Robert Jonckhèere et publie ses premières mesures en 1952.
En 1958, il participe activement à l’assemblée générale de l’UAI à Moscou.
En 1962, il passe 6 mois d’observations avec George Van Biesbroeck à la lunette de Yerkes (Wisconsin, États-Unis), la plus puissante du monde et au télescope de 2 m de l’observatoire McDonald au Texas.
De 1951 à 1967, il effectue 12 000 mesures et découvre 150 binaires.

### La moisson de découvertes (1967 à 1993)
« En 1967 je m’y lançai à fond avec la lunette de 50 cm qui donnait une image parfaite pouvant rivaliser avec les instruments du début du siècle ».
Ses observations ainsi que celles de Paul Muller sont publiées dans le Journal des observateurs et la revue Astronomy and Astrophysics au rythme d’une centaine par an.
L’utilisation de la lunette de 76 cm lui permet d’accélérer encore ce rythme.
Il observe également à l’équatorial de 91 cm de l’observatoire Lick du mont Hamilton (Californie) pendant quelques mois en 1983 et à partir de 1986, il effectue plusieurs missions au télescope de 2 mètres du Pic du Midi.
Sa prospection intensive s’arrête au début de 1993.

### Techniques d’observation
Ses premières observations sont faites à l’aide d’un micromètre à fils d’araignée.
Il utilise ensuite une méthode qu’il a baptisée tavéloscopie consistant, au moyen d’un micromètre à fils, à mesurer l’écartement des tavelures formées par un couple dont les composantes ont une séparation angulaire plus petite que l’étalement des images dû à la turbulence.
À la fin de sa carrière, il accompagne le passage  à l’utilisation d’une caméra CCD avec traitement d’images sur ordinateur.

### Nombre de découvertes et résultats
Au cours de plus de ses 40 années d’observations, il découvre 2 738 composantes répertoriées dans The Washington Double Stars Catalog sous le nom COUxxx ; ce qui en fait le huitième astronome par le nombre de ses découvertes. Il se consacre aussi au calcul des masses des étoiles. En 1950, moins d’une centaine de masses étaient connues. En 2000, le nombre de masses est passé à plus d’un millier dont 68 déterminées à partir de couples COU.

### Activité institutionnelle et pédagogique
De 1967 à 1970, en tant que président, il se consacre aux travaux de la Commission 26 des étoiles doubles de l’UAI avec en particulier, en septembre 1969 à Nice, l’organisation du colloque international UAI.
En 1972, il crée le centre des étoiles doubles de l’observatoire de Nice.
En 1978, il publie L’observation des étoiles doubles visuelles (Flammarion - 1978), qui devient un ouvrage de référence pour les astronomes se consacrant à cette étude.

## La restauration du grand équatorial de Nice
Construit en 1887 sous la coupole flottante de 24 m de diamètre de Gustave Eiffel surmontant le bâtiment de Charles Garnier, cet équatorial a une longueur de 18 m, un objectif de 76 cm et un grossissement maximal de 2 250 fois.
Il cesse d’être utilisé en 1926 et subit de très lourds dommages : 
- les tôles habillant la coupole percées et oxydées ;
- le système de flottaison n’est que rouille ;
- fenêtres et plancher pourris ;
- objectif qui traîne dans un coin couvert de poussière.

Il convainc Jean-Claude Pecker, dès son arrivée en 1962 comme directeur de l’observatoire, d’entreprendre la restauration de la coupole et de l’équatorial.
La tâche est colossale et il faut toute son opiniâtreté et sa diplomatie pour la mener à bien après 6 ans de travail acharné.
En 1968, le bâtiment et la coupole sont livrés. Après la restauration de l’objectif par Jean Texereau, c’est le 30 mai 1969 que la seconde première lumière marque la reprise de l’activité du 76.

## Autres activités notables
- Membre actif de la Société astronomique de France (SAF) depuis 1941.
- Enseignant du diplôme d’études approfondies (DEA) d’astronomie à Nice et à l’université de Shanghai en Chine.
- Président du « Cercle scientifique Flammarion » de Nice.
- À l’instar d'auteurs tels l’abbé Moreux et Camille Flammarion qui ont fait naître sa vocation, il a voulu transmettre sa passion au travers de plusieurs livres autobiographiques et de vulgarisation.

## Héritage
Le grand équatorial de l’observatoire de Nice est l’une des rares grandes lunettes astronomiques de la fin du XIXe siècle encore en activité. Elle fournit des résultats scientifiques notables dans le domaine des étoiles doubles grâce à René Gili, son collaborateur  depuis 1987, qui est le découvreur de 120 étoiles GIIxxx.
Après le départ de Paul Couteau, de nouveaux équipements ont été installés et de nouvelles méthodes d’observations implémentées jusqu’en 2008.
À partir de 2010, une nouvelle étape est franchie avec l’installation du système Pisco2 équipé d’une caméra EMCCD et l’utilisation de la méthode de l’interférométrie des tavelures,.

## Œuvres
- L'observation des étoiles doubles visuelles, Flammarion, 1978.
- Ces astronomes fous du ciel ou l'histoire de l’observation des étoiles doubles, (Aix-en-Provence, Edisud, 1988.
- Esos astrónomos locos por el cielo, o la historia de la observación de las estrellas dobles (trad. de Josefina F. Ling), Santiago de Compostela, Servizo de Publicacións e Intercambio Científico da USC, 2013)[16].
- Le grand escalier, des quarks aux galaxies, Flammarion, 1992.
- Les rêves de l’infini, Flammarion, 1996.
- Le ciel est mon jardin, Flammarion.
- Paul Couteau, La chanson de ma vie d'astronome et de Vendéen, Toulon, éditions du Losange, 2006, 249 p. (ISBN 978-2-84295-121-4).

## Publications

### Archives de l’Observatoire de la Côte d'Azur
- Cinquième catalogue d'éphémérides d'étoiles doubles visuelles, 1986.
- Catalogue de 2 550 étoiles doubles COU, 1990 [1re éd.].
- Catalogue de 2 700 étoiles doubles COU, 1993 [2e éd.].
- Catalogue de 2 700 étoiles doubles COU, 1999 [3e éd.].

### Autres
- L'Observatoire de Nice, 1981.
- Observing visual double stars, 1981.
- L'observatoire de Nice à travers son siècle in L'astronomie, novembre 1982, vol. 96.

## Distinctions
- Lauréat de l’Institut (1957)
- Chevalier de la Légion d'honneur
- Officier des Palmes académiques
- Prix Jules-Janssen de la Société astronomique de France (SAF) avec Thérèse Encrenaz en 2007.
- L'astéroïde (4909) Couteau a été nommé en son honneur.